# Maroko
Maroko, plným názvem Marocké království (arabsky المغرب‎, al-Maghrib, francouzsky Royaume du Maroc, berbersky ⵜⴰⴳⵍⴷⵉⵜ ⵏ ⵍⵎⵖⵔⵉⴱ), je monarchie v oblasti Maghrebu na nejzazším severozápadě Afriky. Jeho sousedy jsou na východě Alžírsko, na severu dvě malé španělské exklávy Ceuta a Melilla a na jihu sporné území Západní Sahara, které Maroko považuje za integrální součást svého území.

## Etymologie
Název Maroka je odvozen z názvu města Marrákeš. V arabštině se Maroko nazývá arabsky المغرب‎, al-Maghrib, což znamená Západ. Území Maroka se navíc nachází v oblasti zvané arabsky المغرب الأقصى‎, al-Maghrib al-Aksá, což znamená „Dálný západ“.

## Dějiny

### Prehistorie a římská nadvláda

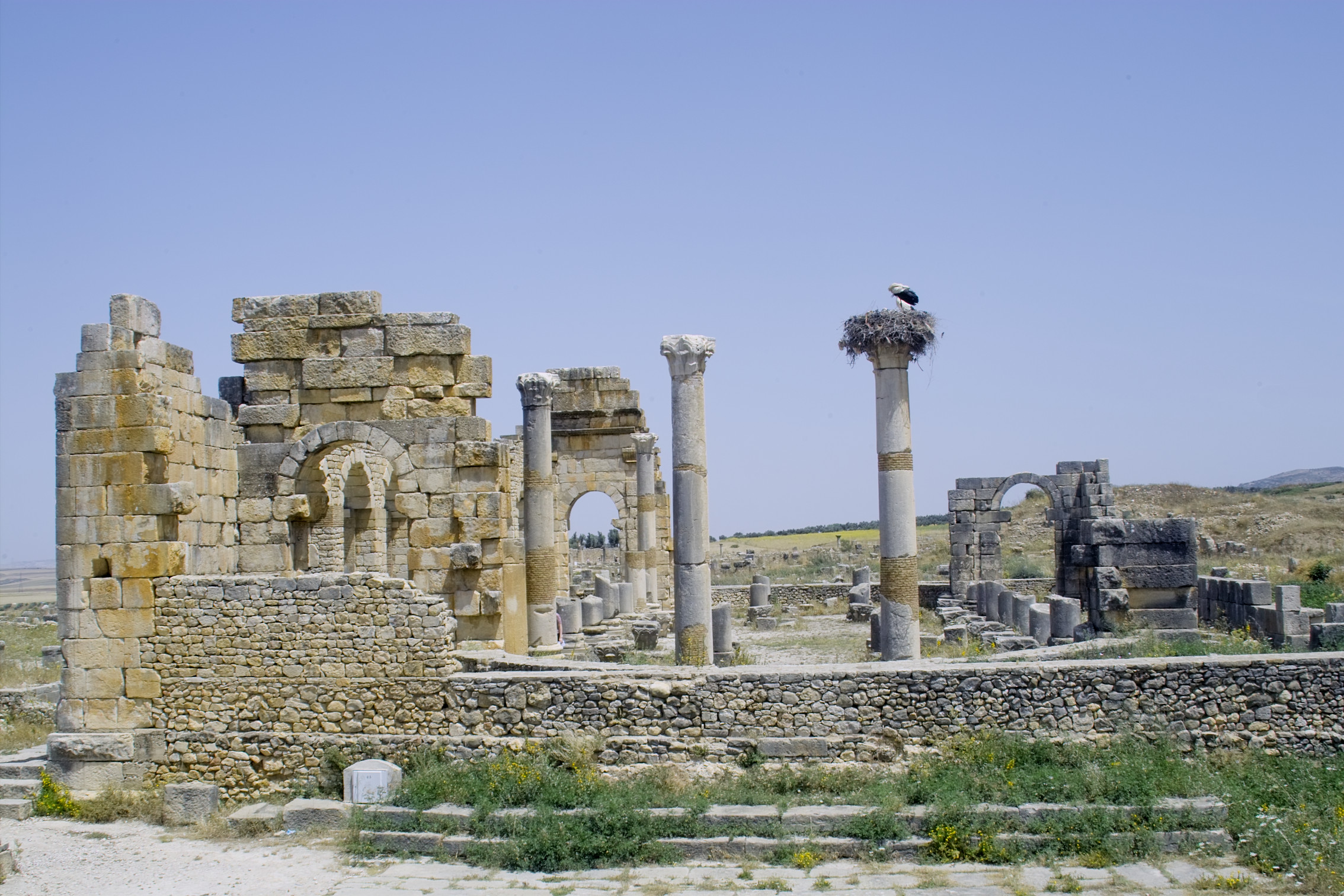
Ruiny římského města Volubilis

Historie osídlení Maroka sahají až do pravěku. V jeskyních Vysokého Atlasu byly objeveny skalní kresby z mladší doby kamenné. V letech kolem roku 1000 př. n. l. bylo Maroko úrodnou a zalesněnou zemí a tudíž se tamní lid zabýval zejména zemědělstvím.
Ve 2. století př. n. l. zakládali na území dnešního Maroka své osady Féničané podél obchodních cest. Po jejich pádu přišli do Maroka Římané, kteří do roku 40 př. n. l. tuto oblast spojili se západní částí dnešního Alžírska a dali tak základ provincii Mauretania Tingitana. Díky tomu, že Berbeři žili kočovným životem a nezakládali města, a tudíž nebylo co dobývat, se ubránili římské nadvládě a stáhli se do vnitrozemí, odkud podnikali výpady na římské osady a tábory.
Toto období je specifické rychlým šířením pouštních oblastí, neboť Římané káceli místní lesy a nestarali se o jejich obnovu. V zemi tak klesala hladina podzemní vody a celá oblast pustla (v současnosti je zemědělsky využitelná přibližně jen třetina marockého území).[zdroj?]
Římská nadvláda skončila v 5. století, kdy Římany vypudili Vandalové a založili královskou říši. V ní však tvořili pouze málo početnou horní vrstvu a záhy splynuli s původním berberským obyvatelstvem.
V 6. století bylo území Maroka obsazeno Byzantskou (Východořímskou) říší.

### Pronikání islámu

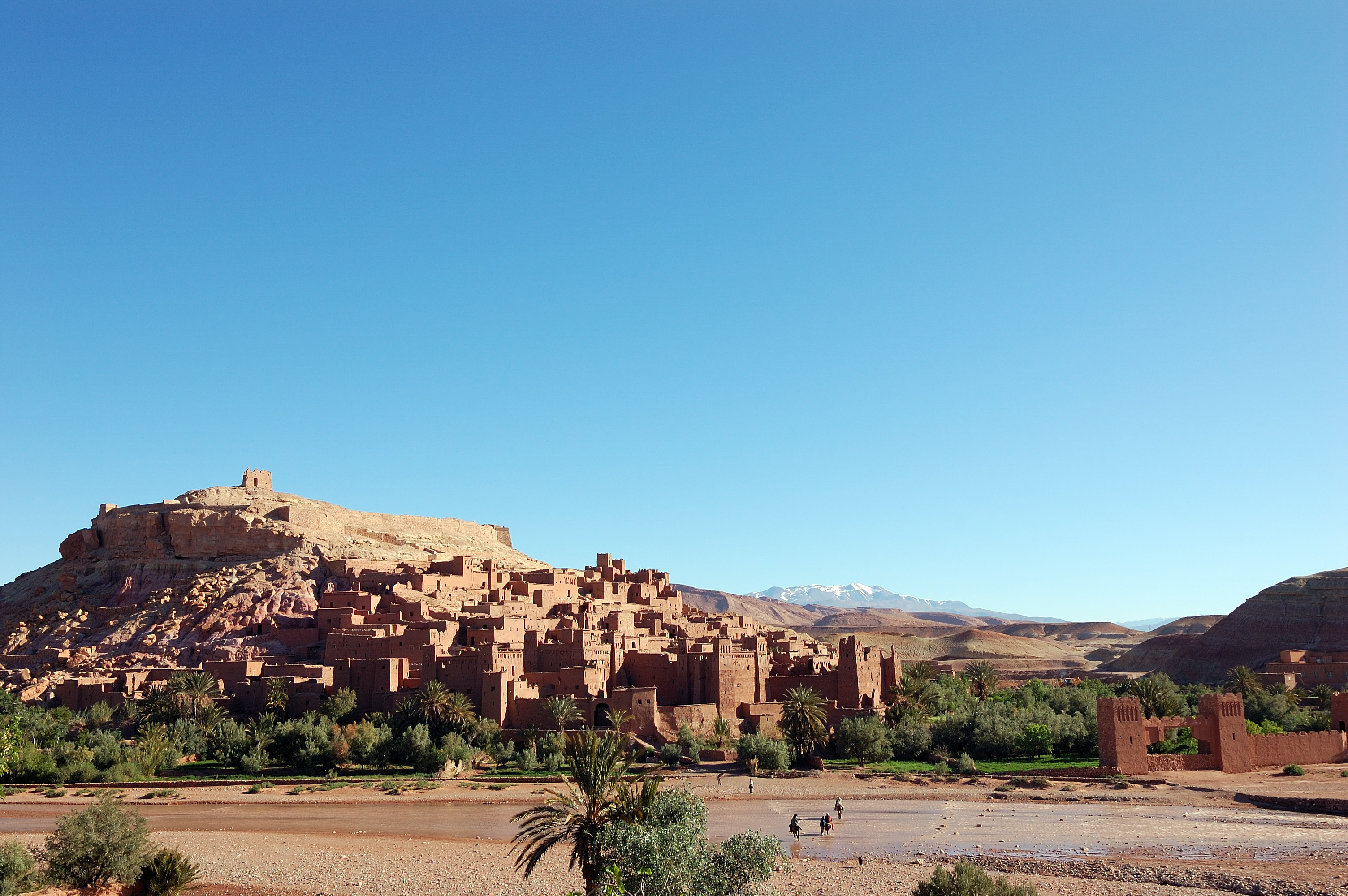
Opevněná kasba v Aït Benhaddou byla vybudována Berbery ve 14. století

Od roku 640 si začali západní Afriku podrobovat islámští Arabové, původem z dnešní Saúdské Arábie. K prvnímu neúspěšnému pokusu o dobytí Maroka došlo v letech 681–683. K podrobení došlo až v letech 705–708. Stejně jako Římané se i Arabové potýkali se stejnými problémy spojenými s kočovným životem Berberů. A i přesto, že Berbeři nakonec přijali islám, většina kmenů si zachovala politickou samostatnost; v roce 740 dokonce vypuklo berberské povstání, které nedokázal vládnoucí kalif potlačit.
V roce 789 založil kalify pronásledovaný Idrís I. dynastií Idríssdů. V 10. století přišli do Maroka kalifové z Córdoby s cílem vypudit Fátimovce.
V letech 1061–1269 vládli v Maroku Almoravidé a Almohadové, kterým se podařilo k Maroku připojit území jižní části Pyrenejského poloostrova. V roce 1269 obsadili hlavní město Marrákeš Berbeři. Ve 14. století se v Tangeru narodil proslulý cestovatel Abú Abdallah ibn Battúta, který procestoval Čínu, Indii, Kavkaz a značnou část Ruska.

#### Portugalské a španělské vlivy
Léta 1420–1554 se nesla ve znamení vlády Vattásovců, za nichž se na pobřeží postupně usadili Španělé a Portugalci. Portugalský vliv je dodnes patrný zejména ve městech, kde sídlily jejich faktorie, vybudované a opevňované během portugalské námořní expanze na základě dohod krále Manuela I. s místními vládci. Jde zejména o Safi, dále například o El Džadídu, dříve nazývanou portugalsky Mazagão, Essauru (Asavira, dříve Mogador), Tanger a Arzilu. Portugalci byli pak roku 1578 po porážce krále Sebastiána I. Portugalského v bitvě u Alcácer Quibiru z většiny osad vyhnáni. Avšak některé pevnosti i bývalé katedrály mají dodnes přívlastek „portuguesa“.

### Imperialismus a cesta ksamostatnosti

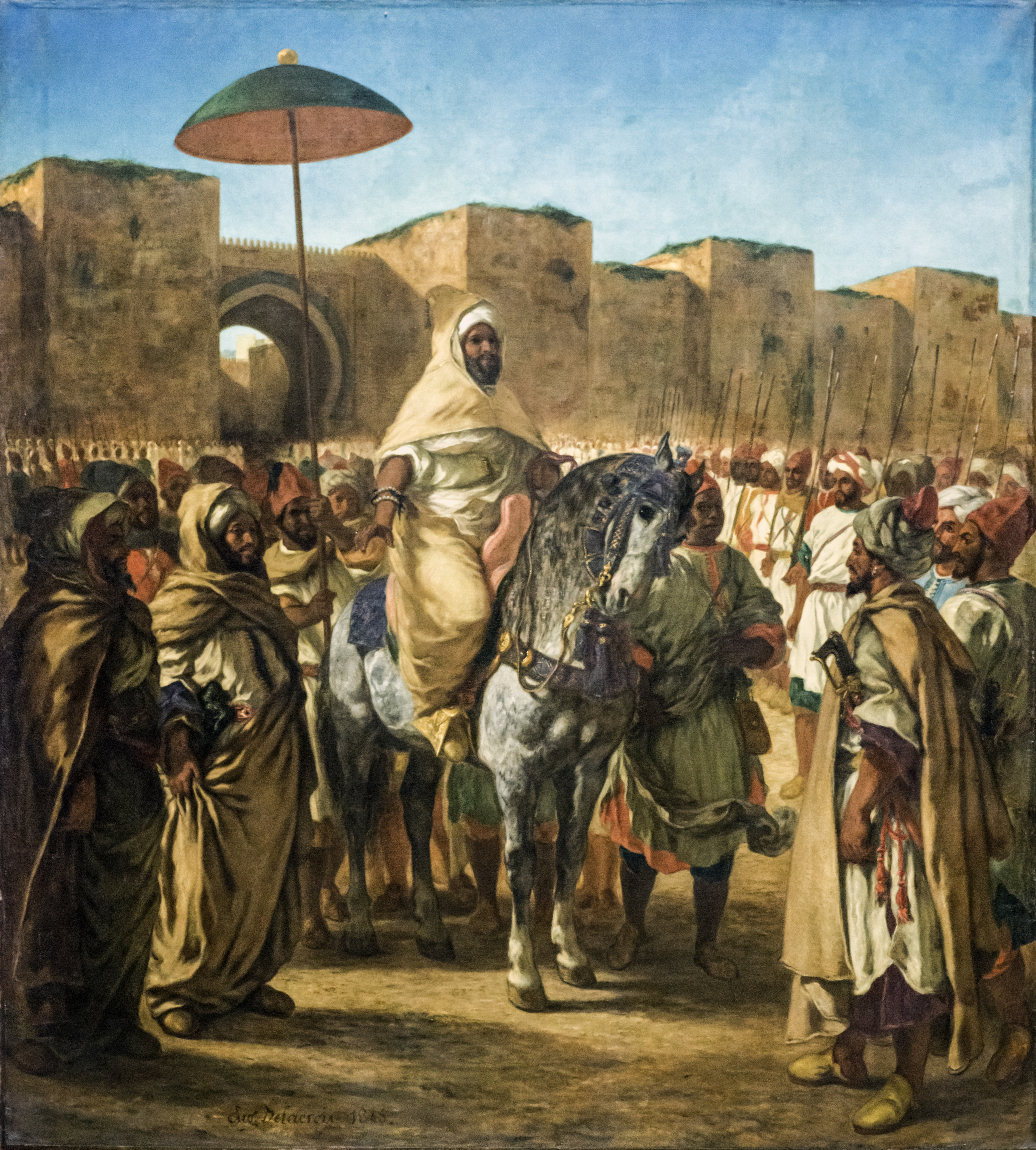
Sultán Abderrahmane, Eugène Delacroix

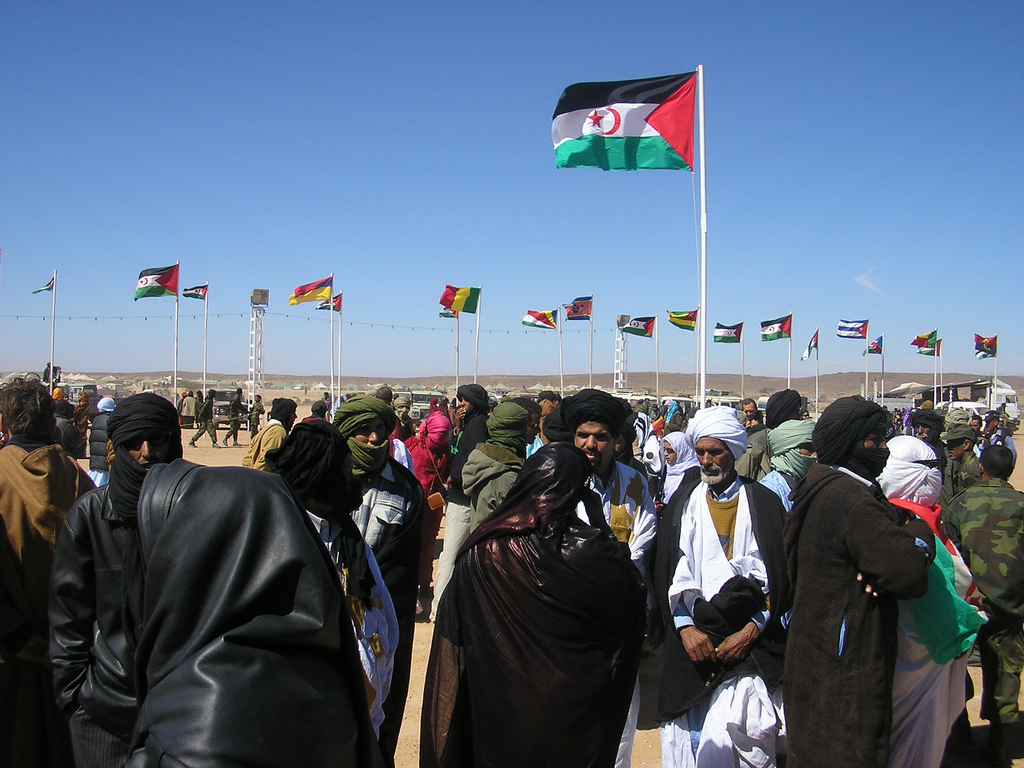
Maroko v 70. letech obsadilo Západní Saharu a od té doby válčí s povstalci z Fronty Polisario, která má podporu Alžírska

Evropský vliv na tomto území výrazně zesílil v 16. a 17. století. Sultáni si své mocenské postavení snažili posílit podepisováním obsáhlých smluv s Francií. Jejich postavení však definitivně potvrdila až britsko-francouzská smlouva z roku 1904.
V roce 1911 protestovala německá vláda proti francouzské politice v Maroku a pro výstrahu vyslala do Agádíru dělovou loď Panter. Tato akce nazvaná Skok Pantera do Agádíru vyvolala mezinárodní krizi. Ta vyústila o rok později (1912), kdy se Maroko stalo francouzským protektorátem, německé hospodářské zájmy byly zabezpečeny, pobřežní část připadla Španělsku (tzv. Španělské Maroko) a Tanger se stal mezinárodním pásmem.
Roku 1919 vypuklo v částech držené Španěly povstání berberského kmenu Rífů pod vedením Abd al-Karíma, které vedlo k vítězství a vyhlášení Rífské republiky v roce 1921. V témže roce se povstání – nyní označované jako rífská válka – rozšířilo i do francouzské části, což mělo za následek francouzskou intervenci v roce 1925 a potlačení povstání. Roku 1926 se Abd al-Karím musel vzdát.
Snaha rozdělit obyvatelstvo uplatňováním zvláštní politiky ze strany Francie od roku 1930 vedla k nepokojům, jejichž centry byla zejména rychle rostoucí města díky přílivu venkovského obyvatelstva. Do čela protikoloniálního hnutí se postavil sultán Muhammad V., který byl však roku 1953 donucen v důsledku uplatňování své národnostní politiky odejít do vyhnanství. Jeho návrat si vymohlo obyvatelstvo roku 1955.
V této době již evropské koloniální mocnosti nedokázaly udržet své postavení a v roce 1955 byl zrušen francouzský protektorát a o rok později i španělský. V roce 1957 se Muhammad V. prohlásil králem. Od roku 1961 se vlády ujal král Hasan II. a v roce 1972 byla schválena nová demokratická monarchistická ústava.
Na podzim roku 1975 byla mezi Marokem, Mauretánií a Španělskem uzavřena dohoda o rozdělení bývalé španělské kolonie Západní Sahary. Tu však odmítli příslušníci hnutí Polisario a v roce 1976 navzdory dohodám vyhlásili Saharskou arabskou demokratickou republiku. V roce 1979 se Mauretánie vzdala nároku na západosaharské území a do Západní Sahary vtrhlo Maroko se stotisícovou armádou a téměř celou oblast obsadilo.
Snahu OSN vyřešit problém Západní Sahary marocká vláda ignorovala až do roku 1988. V roce 1989 se představitelé Maroka a hnutí Polisario dohodli na příměří, které však není dodržováno.
Po smrti Hassana II. v roce 1999 nastoupil  23. července 1999. na královský trůn jeho syn Muhammed VI. Krátce poté v televizním projevu slíbil, že se zaměří na potírání chudoby a korupci a podpoří vytváření pracovních míst, jakož i zlepšení situace v oblasti lidských práv.
Od konce roku 2010 až do současnosti probíhaly nebo probíhají ve většině arabských států protesty, nepokoje, povstání a revoluce, které jsou nazývány jako „arabské jaro“. V souvislosti s těmito nepokoji navrhl Muhammed VI. v roce 2011 změny ústavy zahrnující omezení svých pravomocí, které schválila 98,5% většina v referendu 1. července 2011. Opozice však považovala změny za nedostatečné.[1]

### Přehled dynastií

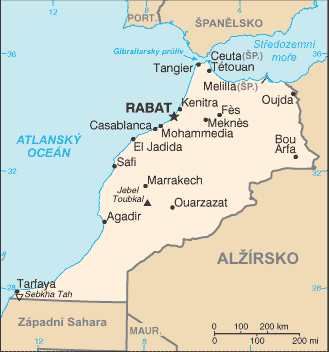
Mapa Maroka

- Almorávidé
- Almohadové
- Merinidé
- Vatásovci
- Saadové
- Alawité

### Hlavy nezávislého státu
- 14. 8. 1957 – 26. 2. 1961 – Muhammad V. – král
- 26. 2. 1961 – 23. 7. 1999 – Hassan II. – král
- 23. 7. 1999 – dosud – Muhammad VI. – král

## Státní symboly

### Vlajka
Marocká vlajka je tvořena červeným listem na kterém je uprostřed umístěná zelená pěticípá hvězda (pentagram) z tzv. Šalamounovy pečetě.

### Hymna
Marocká hymna je skladba Hymne Chérifien. Text hymny napsal Ali Squalli Houssaini na hudbu od Léa Morgana.

## Geografie

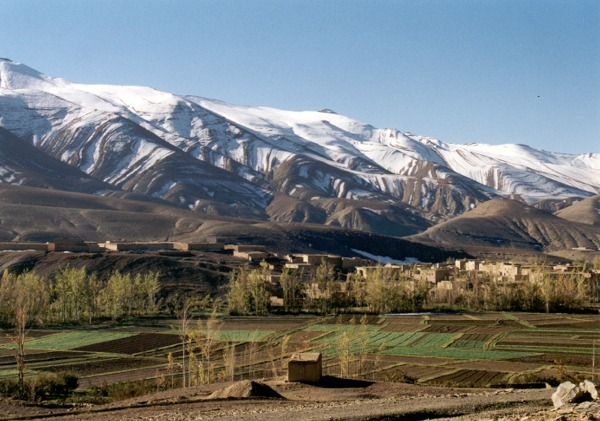
Vysoký Atlas

Marocká krajina je nejvíce ovlivněna třemi aspekty – pohořím Atlas, Saharou a atlantickým pobřežím. Atlas prochází zemí od jihozápadu (Antiatlas s vrcholy přes 2 500 m n. m.) přes jeho největší část – Vysoký Atlas dosahující výšek přes 4 000 m n. m. – až k severu (pohoří Rif s vrcholy přes 2 000 m n. m.) a severozápadu země (Střední Atlas s vrcholy přes 3 000 m n. m.), kde strmě padá do Středozemního moře a pokračuje po pobřeží do Alžírska. Ve Vysokém Atlasu rozprostírajícím se ve středním Maroku najdeme i nejvyšší bod Maroka a celé Severní Afriky – Džabal Tubkal dosahující výšky 4 167 m n. m.
Atlantické pobřeží je ploché a stoupá do vnitrozemí k tabulovité krajině marocké mesety (kolem 800 m n. m.).
Na východě a jihovýchodě přechází pohoří Atlas v alžírskou náhorní plošinu šotů a v Saharu.

### Vodstvo
Většina marockých řek ústí do Atlantského oceánu. Největší z nich (od severu k jihu) jsou Sebú, Um er-Rbia, Tensift, Souss. Řeka Mulúja ústí do Středozemního moře. Mnoho řek se ztrácí na okraji Sahary.
Režim řek je charakteristický vodností v zimním období a nízkými průtoky či vyschnutím v létě. Údolí občasných toků se nazývají vádí.

### Podnebí

Město Merzouga na jihovýchodě Maroka

Důležitou roli v podnebí v Maroku hraje Střední a Vysoký Atlas, který je výrazným klimatickým rozhraním. Severozápad země je ovlivněn Středomořím a vyznačuje se mírným deštivým podnebím v zimě s průměrnými teplotami 16 °C a horkými suchými léty s průměrnými teplotami 28 °C.
Oblast Atlasu se vyznačuje typickým vysokohorským podnebím se značnými teplotním rozdíly. Na jihu a jihovýchodu je suché pouštní kontinentální podnebí – horká léta, kde maxima dosahují přes 40 °C a studené zimy.
Množství srážek v průběhu roku kolísá mezi 900 mm na severu a 200 mm na jihu. Na severozápadních svazích hor bývá množství srážek přes 1 000 mm (ve vyšších polohách sněhových).

## Politika

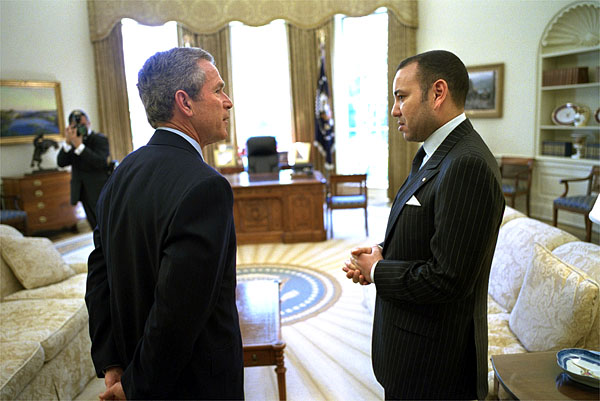
Král Mohamed VI. s Georgem W. Bushem v dubnu 2002

Podle ústavy je Maroko konstituční demokratickou a sociální monarchií. Ve skutečnosti má však největší vliv na rozhodující otázky sám král, který je hlavou státu, vrchním velitelem ozbrojených sil a zároveň i duchovní hlavou muslimského obyvatelstva. Má nejvyšší zákonodárnou moc, protože schvaluje všechny zákony usnesené parlamentem, jmenuje ministry, může rozpustit parlament a vyhlásit výjimečný stav.
Jednokomorový parlament má 333 křesel z nichž se dvě třetiny obsazují přímými volbami na 6 let. Zbývající poslanci jsou delegováni z obecních parlamentů a stavovských organizací. Parlamentu předsedá předseda vlády.
V Maroku platí všeobecná vojenská povinnost na 18 měsíců.
Jednotné právo se rozvinulo z francouzských a islámských zákonů. Pod jeden nejvyšší soud spadá devět pracovních soudů a dále provinční a obecní soudy.

### Administrativní dělení

Marocké regiony

Od roku 2015 sestává Maroko z 12 regionů (včetně území Západní Sahary; arabsky جهة džaha, množné číslo جهات džahát, francouzsky région, množné číslo régions). Ty se dále dělí na 62 provincií a 13 městských prefektur. Navzdory fungujícímu systému nepřímých voleb do komunálních rad je reálná moc orgánů místní správy v rukou waliů (představitelé regionů) a guvernérů (představitelé provincií a prefektur) jmenovaných ministrem vnitra.
| Ozn. na mapě | Region                    | Hlavní město | Další dělení                | Další dělení | Populace (2014) | Populace (2014) | Rozloha       | Rozloha | Hustota zalidnění (obyv./km²) |
| Ozn. na mapě | Region                    | Hlavní město | počet provincií a prefektur | počet obcí   | Obyvatel        | %               | Rozloha (km²) | %       | Hustota zalidnění (obyv./km²) |
| ------------ | ------------------------- | ------------ | --------------------------- | ------------ | --------------- | --------------- | ------------- | ------- | ----------------------------- |
| 1            | Tanger-Tétouan-Al Hoceïma | Tanger       | 8                           | 110          | 3 556 729       | 10,51           | 13 712        | 1,93    | 259,39                        |
| 2            | L'Oriental                | Udžda        | 8                           | 147          | 2 314 346       | 6,84            | 36 241        | 5,10    | 63,86                         |
| 3            | Fès-Meknès                | Fès          | 9                           | 194          | 4 236 892       | 12,52           | 40 075        | 5,64    | 105,72                        |
| 4            | Rabat-Salé-Kénitra        | Rabat        | 7                           | 114          | 4 580 866       | 13,53           | 18 194        | 2,56    | 251,78                        |
| 5            | Béni Mellal-Khénifra      | Béni Mellal  | 5                           | 164          | 2 520 776       | 7,45            | 41 033        | 5,77    | 61,43                         |
| 6            | Casablanca-Settat         | Casablanca   | 9                           | 153          | 6 861 739       | 20,27           | 19 448        | 2,74    | 352,82                        |
| 7            | Marrakech-Safi            | Marrákeš     | 8                           | 251          | 4 520 569       | 13,36           | 39 167        | 5,51    | 115,42                        |
| 8            | Drâa-Tafilalet            | Al-Rášídijja | 5                           | 109          | 1 635 008       | 4,83            | 132 167       | 18,59   | 12,37                         |
| 9            | Souss-Massa               | Agádír       | 6                           | 175          | 2 676 847       | 7,91            | 53 789        | 7,57    | 49,77                         |
| 10           | Guelmim-Oued Noun         | Guelmim      | 4                           | 53           | 433 757         | 1,28            | 46 108        | 6,49    | 9,41                          |
| 11           | Laâyoune-Sakia El Hamra   | Al-´Ajún     | 4                           | 20           | 367 758         | 1,09            | 140 018       | 19,70   | 2,63                          |
| 12           | Dakhla-Oued Ed-Dahab      | Dachla       | 2                           | 13           | 142 955         | 0,42            | 130 898       | 18,41   | 1,09                          |
|              |                           | Total        | 75                          | 1503         | 33 848 242      | 100             | 710 850       | 100     | 47,62                         |

## Ekonomika
| Podíl ekonomických odvětví na tvorbě HDP (v procentech) | Podíl ekonomických odvětví na tvorbě HDP (v procentech) | Podíl ekonomických odvětví na tvorbě HDP (v procentech) | Podíl ekonomických odvětví na tvorbě HDP (v procentech) | Podíl ekonomických odvětví na tvorbě HDP (v procentech) |
| Obor                                                    | 2002                                                    | 2003                                                    | 2004                                                    | 2005                                                    |
| ------------------------------------------------------- | ------------------------------------------------------- | ------------------------------------------------------- | ------------------------------------------------------- | ------------------------------------------------------- |
| Zemědělství, lesnictví, rybolov                         | 14,3                                                    | 19,1                                                    | 18,9                                                    | 12,7                                                    |
| Těžební průmysl                                         | 2,8                                                     | 3,0                                                     | 3,0                                                     | 2,7                                                     |
| Energie, voda                                           | 5,0                                                     | 5,7                                                     | 5,8                                                     | 5,6                                                     |
| Zpracovatelský průmysl                                  | 17,8                                                    | 21,2                                                    | 21,4                                                    | 17,7                                                    |
| Stavebnictví, veř. práce                                | 4,7                                                     | 5,3                                                     | 5,3                                                     | 4,7                                                     |
| Služby                                                  | 55,4                                                    | 45,7                                                    | 45,6                                                    | 56,6                                                    |

### Zemědělství

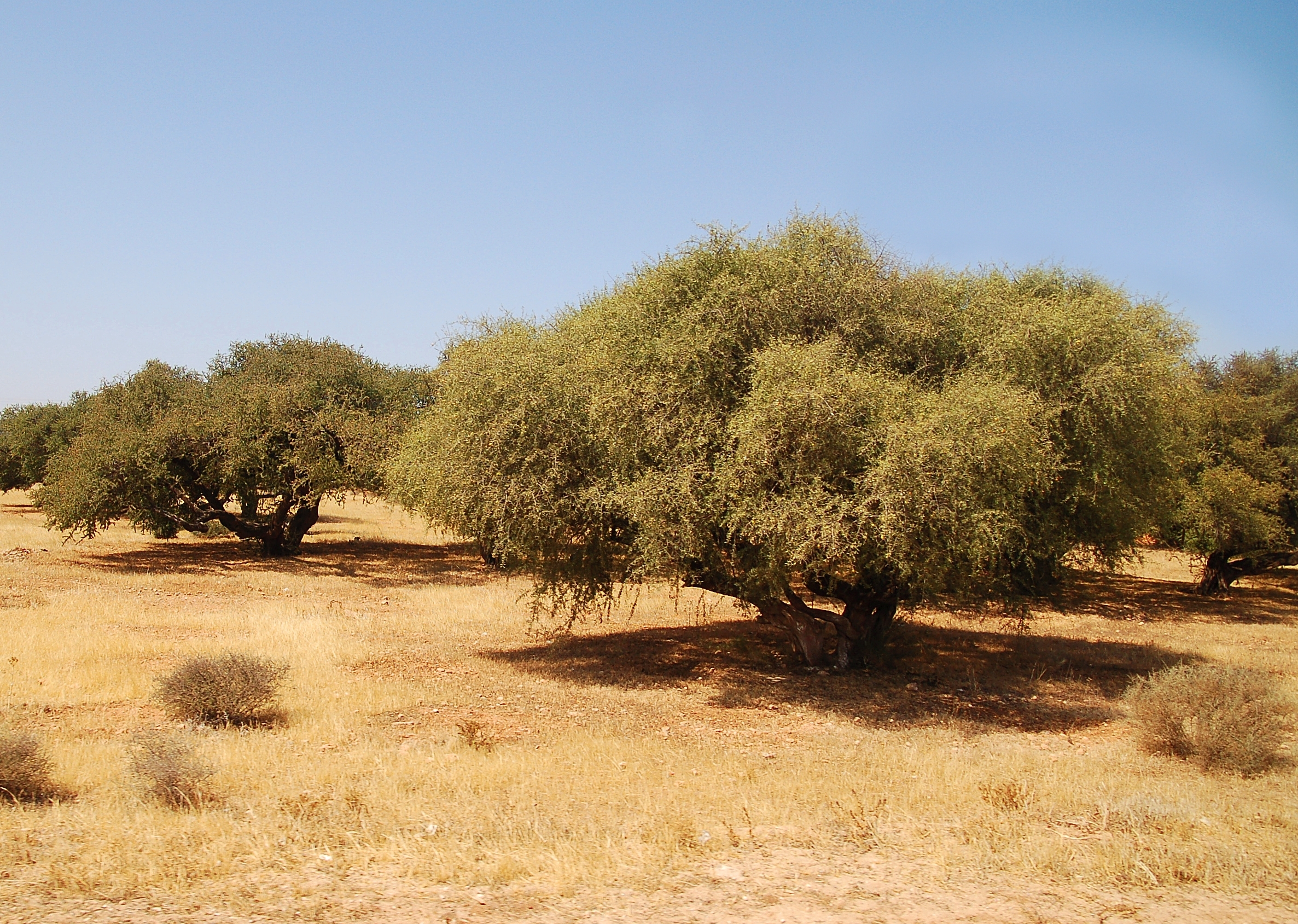
Sad argánie trnité v Maroku

Zemědělství se podílí na HDP mezi 13 a 20 % v závislosti na sklizni a zůstává i přes rozvoj ostatních odvětví významným článkem ekonomiky země. V zemědělství je zaměstnáno přibližně 40–45 % činného obyvatelstva (průměrný věk zemědělců je přes 50 let a cca 80 % z nich je negramotných). 67 % zemědělců jsou malorolníci s plochou půdy do 5 ha. Z celkové plochy orné půdy je zavlažováno pouze 15 %.
Nejdůležitějšími pěstovanými plodinami jsou subtropické ovoce (z toho 55 % všech ovocných sadů připadá na olivovníky, dále pak datle, citrusy, opuncie), zelenina a obiloviny (ječmen, pšenice, kukuřice, aj.). Pěstují se též luštěniny, cukrová řepa a třtina a olejniny (kromě oliv ještě slunečnice, podzemnice olejná). V oblasti jižního Maroka se též pěstuje argánie trnitá, z jejíž stromů se získává velmi ceněný arganový olej, využívaný v marocké kuchyni a v kosmetice.
Z živočišné výroby převažuje chov suchu odolných zvířat – ovcí a koz. V poslední době roste i produkce skotu a drůbeže. Počet kusů v domácích stádech je silně ovlivňován dostupností píce, která je závislá na vydatnosti srážek. Významnou součást živočišné výroby tvoří produkce mléka (též důležitá součást marocké kuchyně).
| Stavy domácího zvířectva (v tisících kusech) | Stavy domácího zvířectva (v tisících kusech) | Stavy domácího zvířectva (v tisících kusech) |
|                                              | 2001                                         | 2002                                         |
| -------------------------------------------- | -------------------------------------------- | -------------------------------------------- |
| skot                                         | 2 565                                        | 2 551                                        |
| ovce                                         | 14 757                                       | 17 047                                       |
| kozy                                         | 4 820                                        | 5 071                                        |

#### Lesnictví
Téměř 20 % území Maroka pokrývají lesy, zejména pak v horských oblastech. Ekonomicky využitelných porostů je však maximálně 5 % z celkové plochy, neboť většina tamních lesů má podobu nízkých a řídkých porostů bez valné hospodářské produkce. Stav marockých lesů se obecně zhoršuje v souvislosti s vysycháním celé krajiny (viz např. ), a též v souvislosti s růstem marocké populace (s důsledky v podobě nadměrné pastvy domácích zvířat a těžby dřeva na otop). Nejvýznamnější lesní celky Maroka zároveň patří mezi chráněná území, avšak zmíněné problémy jsou vážné i tam.
Významnými lesními celky Maroka jsou les Mamora u Rabatu se světově významnou produkční plochou korkového dubu a unikátní cedrové lesy Středního Atlasu a Rífu (cedrové dřevo, tříslovina a pryskyřice). Důležitou surovinou pro tradiční řezbářství je „berberská túje“ – sandarakovník článkovaný. V suchých lesích kolem Agádíru roste původní argánie trnitá, z jejichž plodů se získává argánový olej (jediná produkční oblast na světě).

#### Rybolov

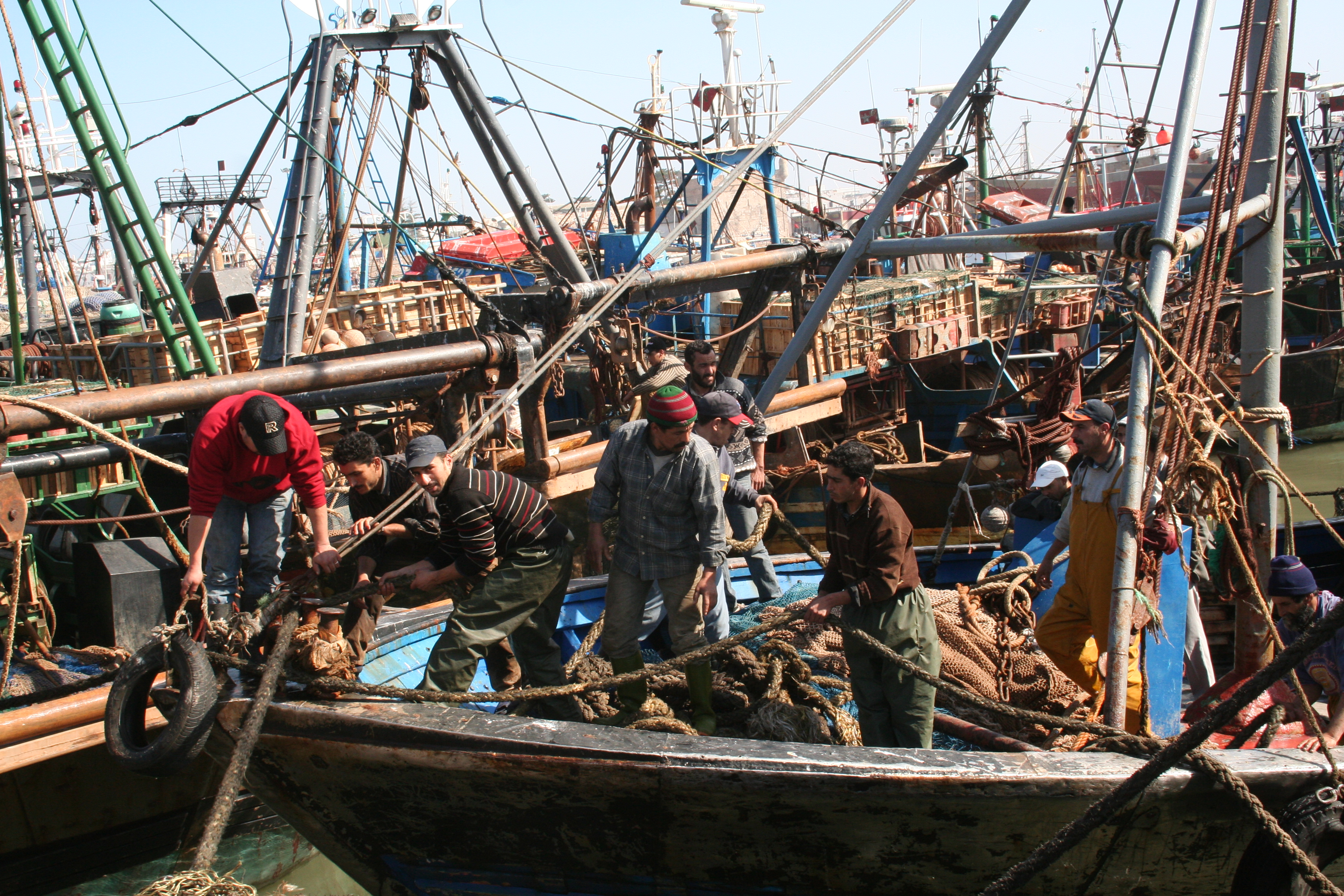
Rybářské lodě ve městě Asavira

Díky dlouhému pobřeží (3 500 km pobřeží s více než 1 000 000 km2 pobřežních vod) je významným exportním artiklem i rybolov. Ročně Maroko vyprodukuje 900 000 t ryb a mořských plodů a přináší ročně do státního rozpočtu až 300 mil. USD. V rybolovu je zaměstnáno více než 400 000 osob a marocká flotila má bezmála 20 000 rybářských lodí včetně 350 chladicích.
Středomořské pobřeží se na marockém výlovu podílí pouze 4,2 % v celkovém objemu. Nejvýznamnější oblasti jsou naopak jižní oblasti atlantického pobřeží (v přístavu Al-´Ajún v Západní Sahaře bývá vyloženo přes 40 % vylovených ryb). Dalšími hlavními rybářskými přístavy jsou Agádír, Tantan, Esavira, Safi, El Džadída, Casablanca, Mohamedia, Rabat, Kenitra, Larache, Tanger, Al-Husejma a Nador.
Marocký rybolov se rozděluje na čtyři hlavní oblasti, z nichž byl v minulosti nejhodnotnější lov hlavonožců. Stav jejich zdrojů však za poslední roky katastroficky poklesl a s ním i výlov těchto živočichů. Druhou skupinu tvoří lov ryb typu sardinek, makrel a ančoviček. Třetí nejvýznamnější skupinou jsou tzv. bílé ryby (mečoun, treska, tuňák, aj.). Poslední skupinou jsou měkkýši a korýši.
Zemědělské produkty jsou pro Maroko významnou exportní položkou, zejména se zeměmi Evropské unie (v roce 2003 tvořil s EU obchod se zemědělskými produkty 13 % z celkového vzájemného obratu). Od 1. ledna 2004 byly pro Maroko stanoveny relativně výhodné kvóty na vývoz zeleniny, především rajčat.

### Průmysl a stavebnictví

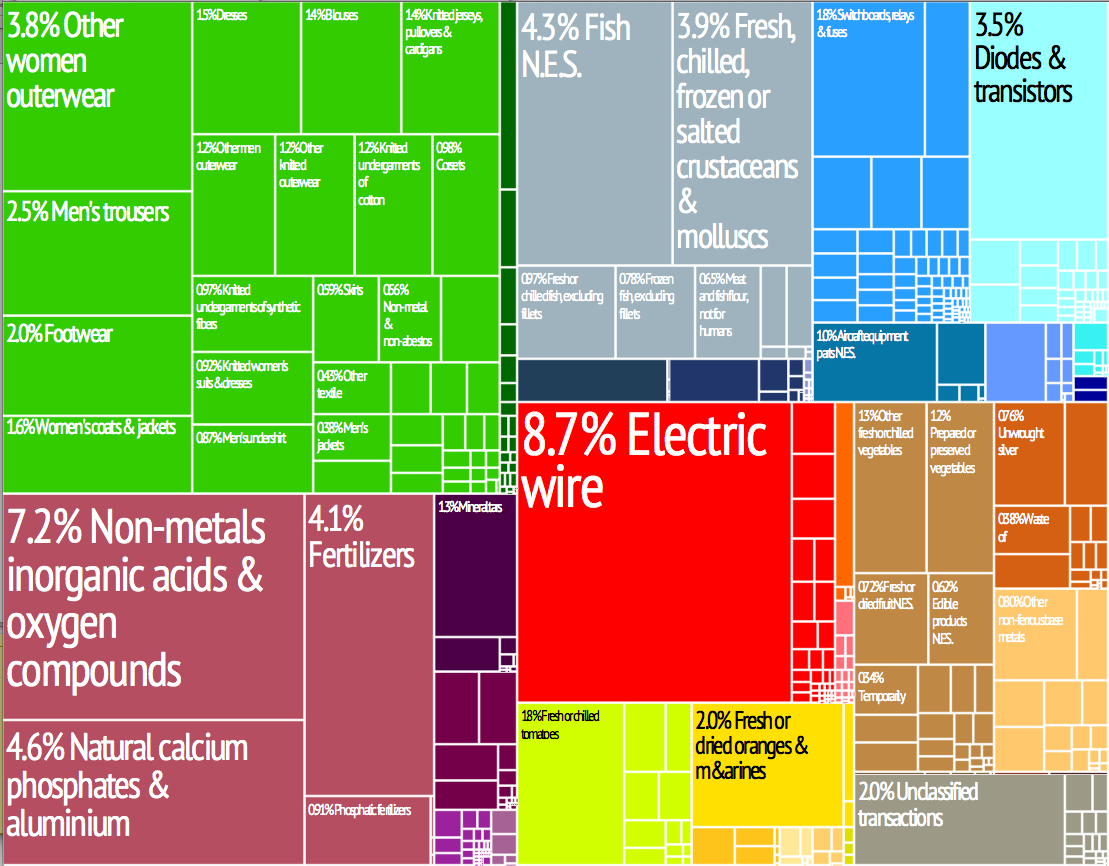
Grafické znázornění vývozu marockých produktů v 28 barevně rozlišených kategoriích.

Průmysl a stavebnictví se na celkové tvorbě HDP podílí přibližně 30 %.
V průmyslu je zaměstnáno v Maroku přibližně 400 000 osob (2000). Z průmyslu je nejvíce zastoupen oděvní a pletařský, zemědělsko-potravinářský, chemický, hutnický a strojírenský a elektrotechnický průmysl a elektronika.
Z důvodu poklesu poptávky po marockém textilním zboží však podíl textilního a kožedělného průmyslu klesá, zejména ve prospěch metalurgie a elektrotechniky. Kromě těchto dynamicky se rozvíjejících odvětví dále vláda preferuje průmysl zpracovávající umělé hmoty, strojírenský průmysl (montáž motorových vozidel) a potravinářský průmysl.
Největšími průmyslovými oblastmi jsou lokality mezi Casablankou a Mohamedií, mezi Casablancou a El Džadídou a mezi Rabatem a Kenitrou. Zakládají se však stále nové průmyslové zóny, zejména pak na severu země v okolí měst Tanger a Udžda.
Chemický průmysl je zastoupen zejména v souvislosti s těžbou fosfátů (Maroko má největší fosfátové zásoby na světě).
Tradiční součástí průmyslu jsou také umělecká řemesla, díky jejichž vysoké úrovni tvoří tato odvětví významnou součást zahraničního obchodu a turistického ruchu. V zemi je takto více než 500 výrobních družstev zaměstnávajících přibližně 21 000 řemeslníků. Z uměleckých řemesel se nejvíce vyváží koberce.
Ve stavebnictví je v Maroku zaměstnáno přibližně 10 % ekonomicky aktivního obyvatelstva a tvoří tak významné odvětví hospodářství země.
Nedílnou součástí průmyslu v Maroku je i těžba nerostných surovin, a to zejména fosfátu, jehož největší světové zásoby se nachází právě na území Maroka (dle Marockého tisku až 75 % celkových světových zásob s odhadem na 60 mld. t). V exportu fosfátů je Maroko na prvním místě na světě (celkem zaujímá jednu třetinu světového trhu se surovými fosfáty), zatímco v těžbě je na třetím místě za USA a Ruskem, neboť bohaté zásoby nejsou zatím plně využívány (v roce 2004 bylo vytěženo 25,4 mil. t fosfátů).
Kromě fosfátů disponuje Maroko ještě nerostnými zdroji mědi, fluoridu, olova, barytu a železa. V Maroku jsou také malá naleziště zlata a stříbra.

### Služby

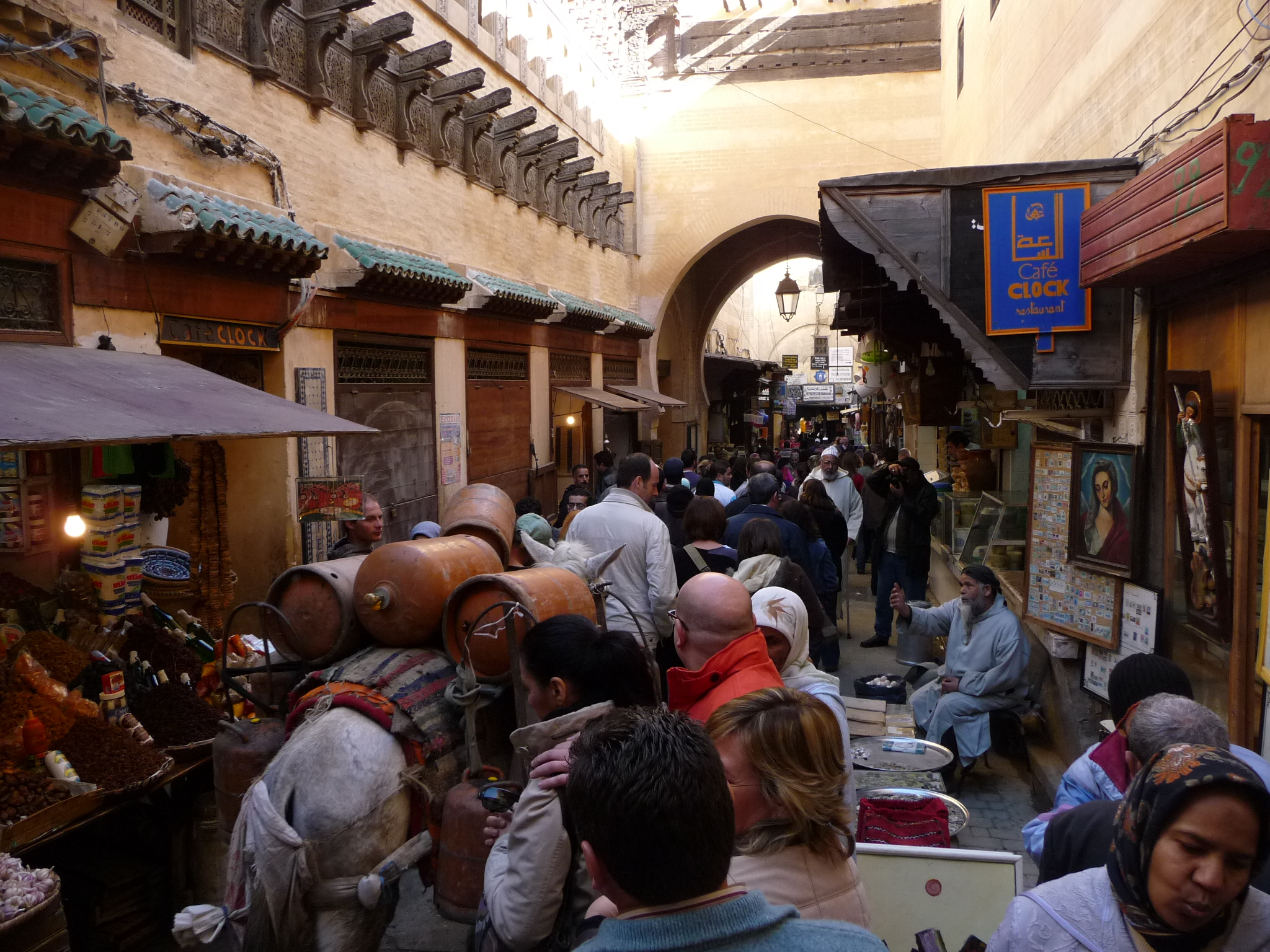
Turisté v uličkách středověké mediny Fesu

Služby v Maroku zahrnují především sektor turistiky a dopravních služeb. Turistika zaznamenává od roku 2004 trvalý rozvoj po propadech v první polovině 90. let 20. století a po roce 2001. Za tímto růstem stojí činnost Výboru pro strategii turistiky založeného v roce 2002, jehož cílem je zvýšit přitažlivost Maroka pro zahraniční turisty. V roce 2006 byly celkové příjmy z turistiky 6,3 mld. USD, což je nárůst o cca 29,2 % oproti roku 2005 a Maroko navštívilo 6,58 milionů turistů, přičemž 3,6 milionů jich přijelo ze zahraničí.
Nejvíce zahraničních turistů přijíždí z Evropy (85 %), dále pak ze Severní Ameriky a ze států Maghrebu a Středního východu. Významnou skupinou jsou Maročané žijící v zahraničí (2,98 milionů návštěvníků). Stále více roste zájem turistů z Asie – např. Japonska a Jižní Korey.
Základními turistickými středisky jsou Agádír a Marrákeš, kam zavítají přibližně dvě třetiny z celkového počtu turistů.
Kromě turistiky se silně rozvíjí telekomunikační obory (v roce 2006 byl nárůst abonentů mobilních sítí o 29 % na celkových 16 milionů, Internet čítá cca 400 000 abonentů s nárůstem o 52,4 % oproti roku 2005).
Od roku 2018 je v provozu 200 km úsek vysokorychlostní železniční trati (LGV) Tanger-Kenitra, s maximální rychlostí 350 km/h.

## Obyvatelstvo
| Největší města v Maroku (2014) | Největší města v Maroku (2014) | Největší města v Maroku (2014) |
| město                          | počet obyvatel                 |                                |
| ------------------------------ | ------------------------------ | ------------------------------ |
| Casablanca                     | 3 359 818                      |                                |
| Rabat                          | 1 721 760                      |                                |
| Fès                            | 1 112 072                      |                                |
| Tanger                         | 947 952                        |                                |
| Marrákeš                       | 928 850                        |                                |
| Salé                           | 890 403                        |                                |
| Meknes                         | 632 079                        |                                |
| Kenitra                        | 572 700                        |                                |
| Tetuán                         | 463 968                        |                                |
| Beni Mellal                    | 447 330                        |                                |
| Sáfí                           | 415 323                        |                                |
| Udžda                          | 410 808                        |                                |

V roce 2024 mělo Maroko 33 828 360 obyvatel při hustotě zalidnění 79 obyvatel na km².
Populace je v Maroku rozmístěna nerovnoměrně. Na jedné desetině rozlohy na pobřežním pásu na severozápadu země žijí dvě třetiny obyvatel. Obyvatelstvo neustále migruje z chudých venkovských oblastí do hospodářsky rostoucích měst. Ve velkých městech žije přibližně 45 % obyvatelstva. Historická královská města jsou Fès, Marrákeš, Meknes, Rabat, moderní průmyslová centra jsou Casablanca, Tanger, Udžda a Agádír.

### Etnické skupiny
Většinu populace tvoří Arabové či poarabštění Berbeři.
V řidčeji osídlených částech Maroka žijí etnické menšiny – zejména Berbeři (30–40 %) a Haratinové. Berbeři sídlí v Maroku především v pohoří Rif (Rífové), Atlas a v oázách na jih od Atlasu jako usedlí rolníci v sídlištích z hlíny podobným opevněním (kasba) v horských oblastech. Haratinové (potomci černých otroků) sídlí především v oázách na jih od pohoří Atlas. Méně početnou menšinou jsou Židé (přibližně 30 000). V Maroku žije také přibližně 100 000 cizinců (Francouzi, Španělé).
V roce 1956 žilo v Maroku přibližně 500 000 Evropanů a 220 000 Židů, většina ale odešla v období po vyhlášení nezávislosti.
Naopak nezanedbatelný je i počet Marokánců žijících v zahraničí – přes 2 miliony v přistěhovaleckých komunitách v západní Evropě.
Z hlediska státní příslušnosti tvoří obyvatelstvo země z 99,5 % Maročané a zbytek Mauretánci, Senegalci a Evropané.

### Náboženství

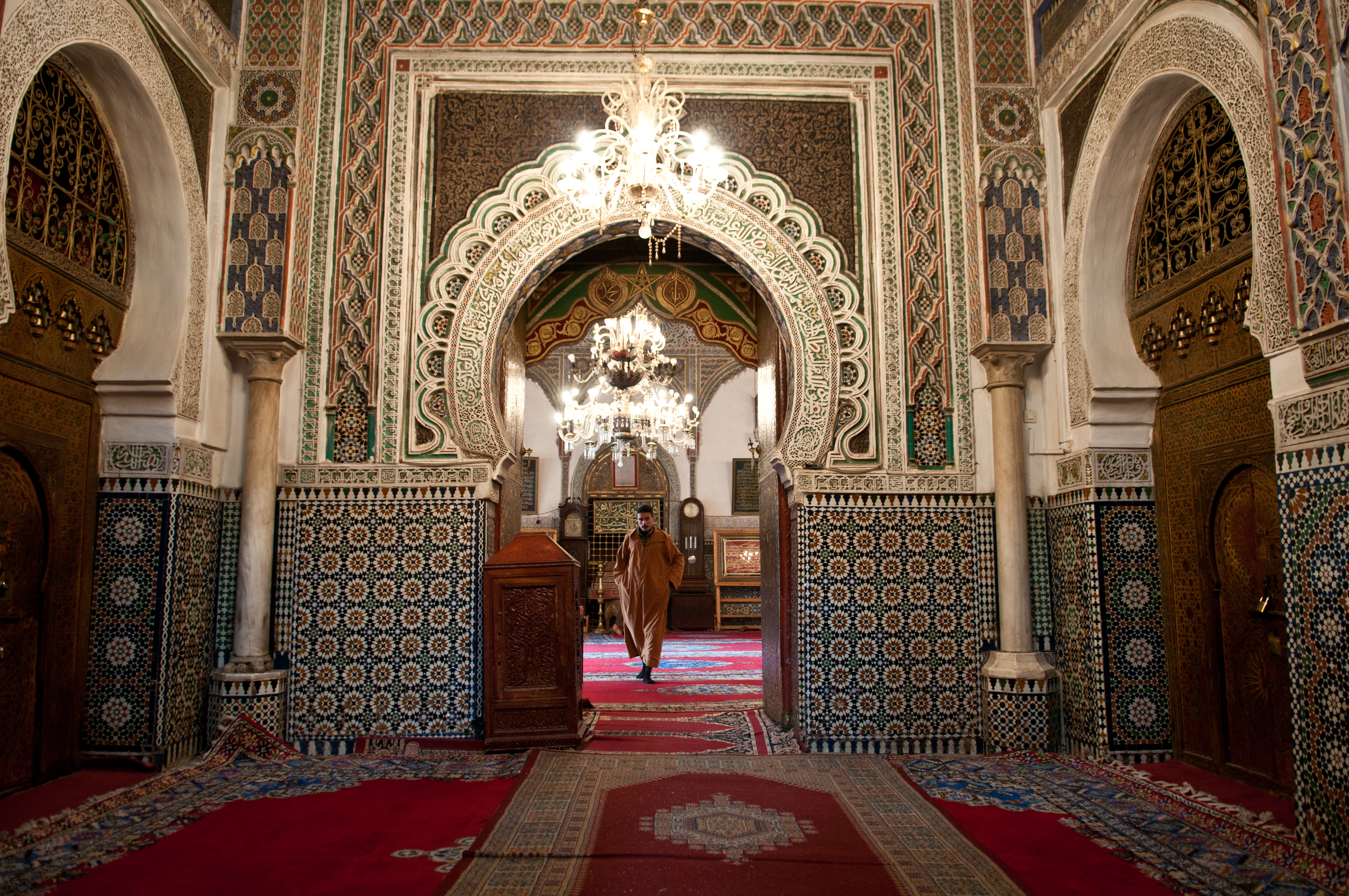
Interiér mešity ve Fesu

Obyvatelé Maroka jsou téměř bezvýhradně (asi 98 %) sunnitští muslimové (sunnitský islám je státní náboženství). Zbytek tvoří křesťané a židé.
Podle statistiky z roku 2020 je v Maroku 99 % muslimů, v naprosté většině sunnitů, méně než 1 % je šíitských muslimů. Zbývající 1 % populace patří ke křesťanům, židům a vyznavačům náboženství Bahá´í. Většina muslimů následuje Málikovskou právní školu, tzv. Málikovský mazhab. V menšině je přítomen také Záhirovský mazhab. Křesťané jsou rozděleni mezi katolickou církev a protestantské církve a jedná se zejména o cizince žijící v Maroku. Počet muslimským konvertitů ke křesťanství se uvádí mezi 10 000 a 50 000. Tito Maročané ve své domovině čelí sociálním persekucím. V Casablance žije přibližně 2500 židů a nízké stovky věřících náboženství Bahá´í. Náboženská historie Maroka je podle afrikanisty O. Havelky velmi pestrá. Dlouhou tradici mělo berberské náboženství, přítomný byl také megalitický kult rozšířený ve středomoří, až do příchodu islámu na konci 7. století bylo v populaci významně rozšířeno křesťanství. V předkřesťanské době bylo možné Berbery označit za polyteisty, jejichž tradiční z generace na generaci předávanou víru, patrně vystavěnou na kultu předků (kde byla přítomna víra v posmrtný život), ovlivňovalo také židovství, v nemalé míře staroegyptské náboženství, z druhé strany pyrenejské megalitické kulty a později římský kult a rozmanité helénské náboženské představy. Berbeři na Sahaře v předřímském období prokazatelně stavěli zesnulým králům pyramidové hrobky výšky 10 až 30 metrů. Svatý Augustin na přelomu 4. a 5. stol. napsal, že někteří polyteističtí Berbeři uctívají skály, což by odpovídalo vlivu megalitického kultu rozšířeného ve středomoří, který ze severu Berbery ovlivňoval. V pouštních regionech Maroka odedávna kvetla křesťanská mystika, dnes je to islámská mystika – súfismus.

### Jazyk

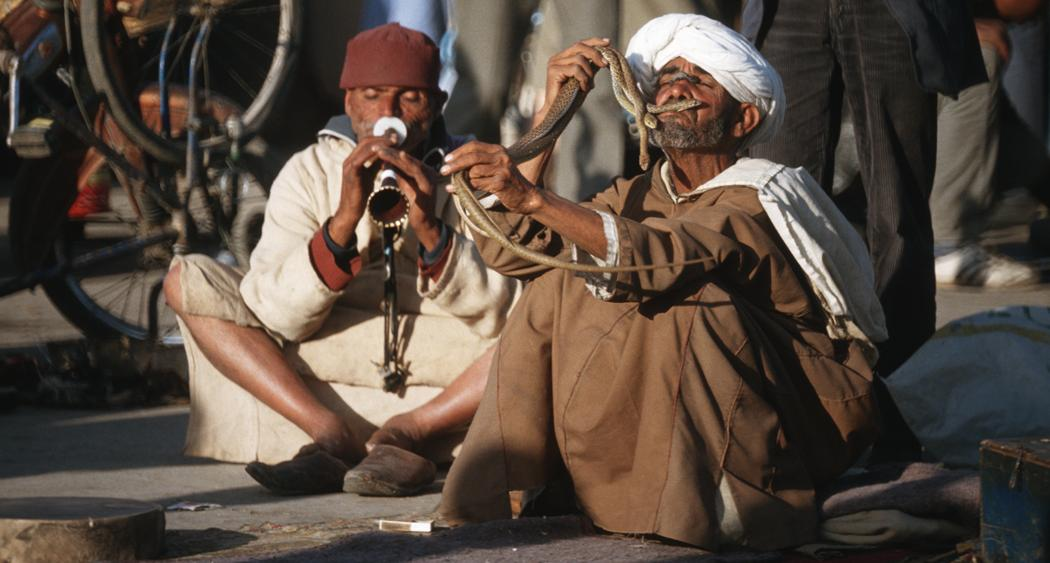
Berberští „krotiči hadů“ na náměstí Džamá el-Fná ve městě Marrákeš

Úředními jazyky jsou arabština a od roku 2011 i berberština. Především v obchodním styku je značně rozšířená francouzština, na severu země je částečně zastoupena i španělština.
Marocká arabština se podstatně liší od klasické arabštiny či arabštiny moderní, kterou se mluví v Egyptě a státech kolem Perského zálivu. Maročané však rozumí i této arabštině, zejména pak té egyptské, díky provázanosti televizních seriálů.
Berberština se na území Maroka vyskytuje ve třech základních dialektech podle zeměpisné oblasti. Ačkoliv se jejich názvy různí, nejběžnější jsou tyto:
- Tarifit – berberština v oblasti pohoří Rif a severního Maroka, používaná Rífy
- Zaian, Tamazight – oblast Středního Atlasu a středního Maroka
- Tashelhaït, Soussi, Chleuh – oblast Vysokého Atlasu, Antiatlasu a jižního Maroka

Přibližně 25 % obyvatelstva hovoří pouze některým z dialektů berberštiny. Berberština se nově zavádí i do školní výuky.

### Vzdělání
Od roku 1963 platí všeobecná povinná školní docházka, do roku 2012 se podařilo snížit podíl negramotného obyvatelstva v Maroku na odhadovaných 28 %. Největším problémem bylo dostat školství do odlehlých oblastí. Dnes již stojí školy i v nejvyšších údolích Atlasu a mnohdy negramotným rodičům zde jejich děti vyučují čerství absolventi pedagogických škol, které sem vláda posílá na jejich první učitelskou zkušenost, trvající 1–4 roky.
V Maroku je 20 univerzit. Nejprestižnější je islámská vysoká škola ve Fèsu založená roku 859 a velká státní univerzita v Rabatu.

## Kultura

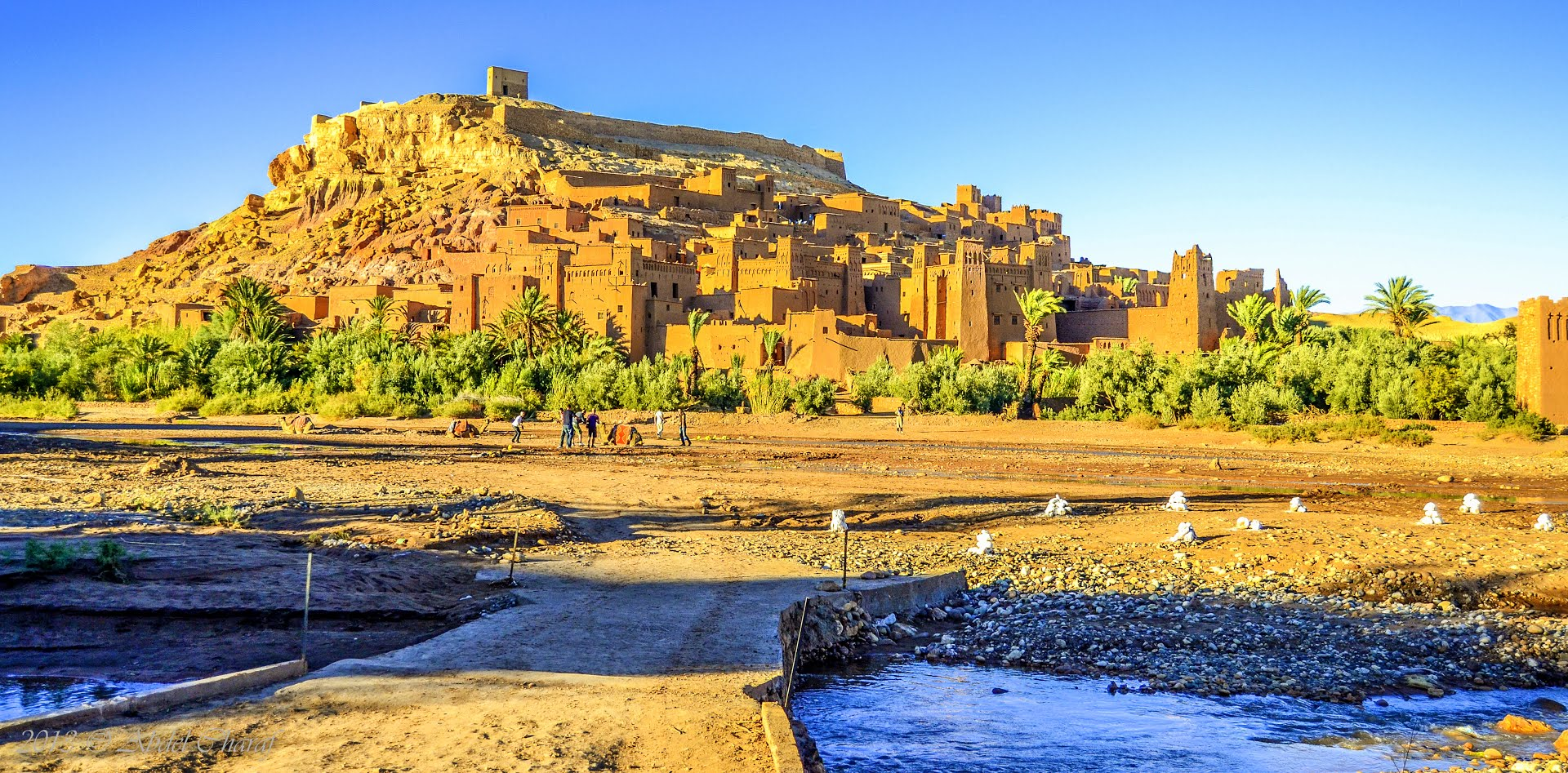
Ait Ben Haddou

K nejslavnějším marockým architektonickým památkám patří ksar Ait Ben Haddou. V roce 1987 byl zapsán na seznam světového kulturního dědictví UNESCO. Ksary jsou tradiční sídelní celky na pomezí Sahary sestávající ze skupiny hliněných staveb obklopených vysokými zdmi. Uvnitř obranných hradeb se nacházejí úzké uličky obytných domů, ale i náměstí a budovy veřejného charakteru. Na seznam byly zapsány i ruiny starořímského města Volubilis a několik městských celků jako Fes, Džadída, Meknes, Marrakéš, As-Sawíra, Tetuán a Rabat. Mešita Hasana II. je největší mešitou v Maroku a sedmou největší na světě. Má také nejvyšší minaret na světě, vysoký 210 metrů. Byla dokončena v roce 1993 francouzským architektem Michelem Pinseauem. Ze starých sakrálních staveb je důležitá mešita Kutubíja postavená v éře Almohádovců.
K nejznámějším výtvarným umělcům patří umělecký fotograf Achraf Baznani, nejpřekládanějším spisovatelem je Tahar Ben Jelloun (Dítě pouště, Posvátná noc), jenž ovšem zvolil francouzštinu, stejně jako Driss Chraïbi.
K významným představitelům marocké vědy patřila socioložka Fatema Mernissiová.

### Kuchyně

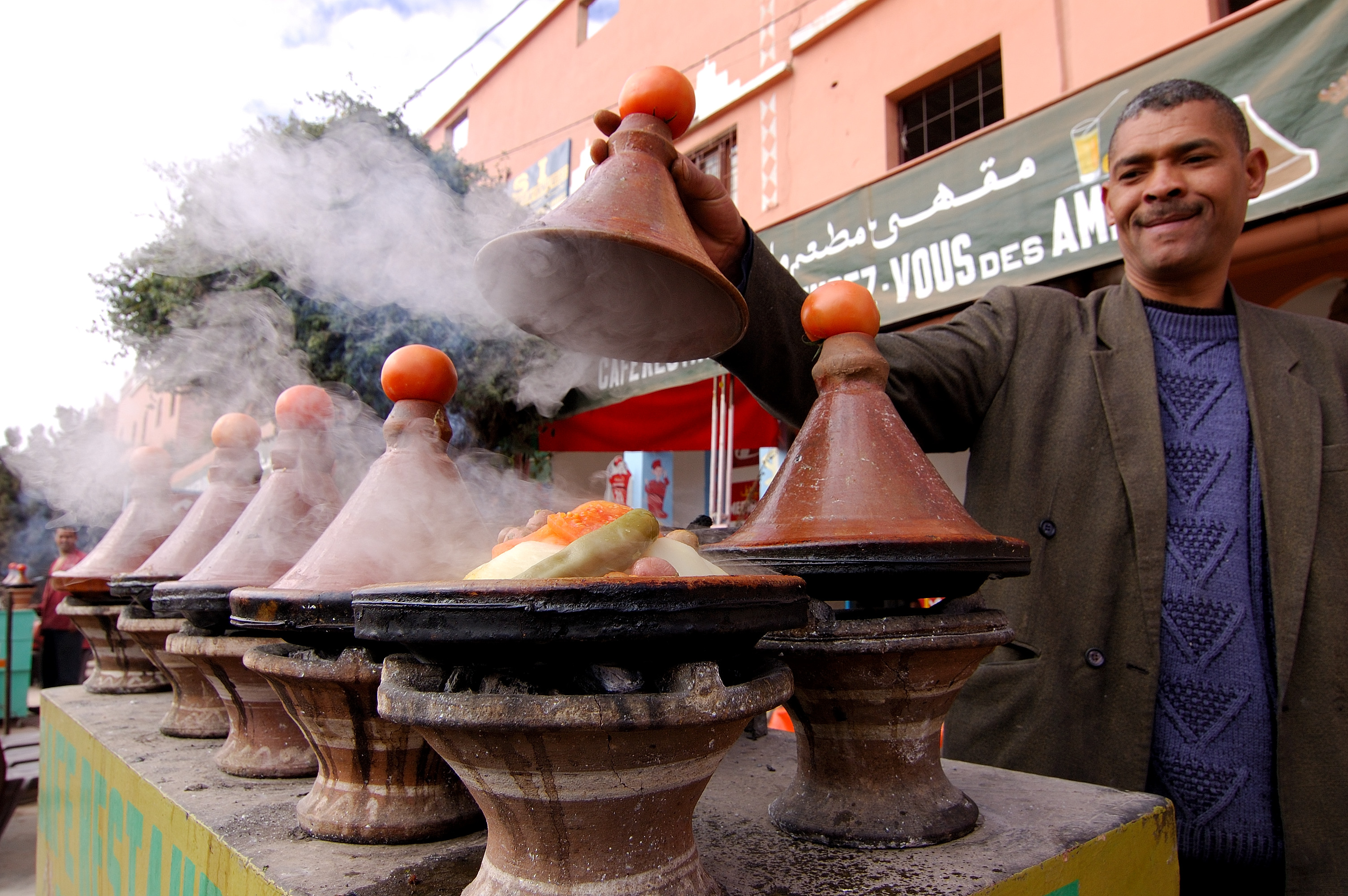
Tažín

Marocká kuchyně vychází z arabské, berberské, španělské, andaluské a středomořské kuchyně, byla ovlivněna také evropskou a africkou kuchyní. Marocká kuchyně je typická pro používání kuskusu a olivového oleje. Maroko je známo pro svoje koření, proslavil se například šafrán z Talaouine, máta a olivy z Meknesu nebo pomeranče a citrony z Fesu. Známá je také marocká směs dvaceti sedmi koření zvaná ras el-hanout. Dále se používá sušené ovoce, zelenina, citróny, olivy nebo arganový olej, z masa se používá především hovězí, kozí, skopové a kuřecí, používají se i plody moře. 
Jídlo se často připravuje ve hliněné nádobě zvané tažín. To je zároveň označení jídla, které se v nádobě připravuje. Typickou marockou specialitou je také pastilla, což je druh pečiva z listového těsta vyznačující se kombinací sladké a slané chuti. Kombinuje maso holoubat a cibule s praženými mandlemi, rozinkami, cukrem a skořicí. Šakšúka připomíná lečo, khlea je podobné kebabu. Oblíbeným salátem je zaalouk, obsahující lilek. 
Sladkosti jsou podobné jako v jiných arabských státech, jsou to především baklava a chalva. Oblíbeným nápojem je mátový čaj.

### Sport

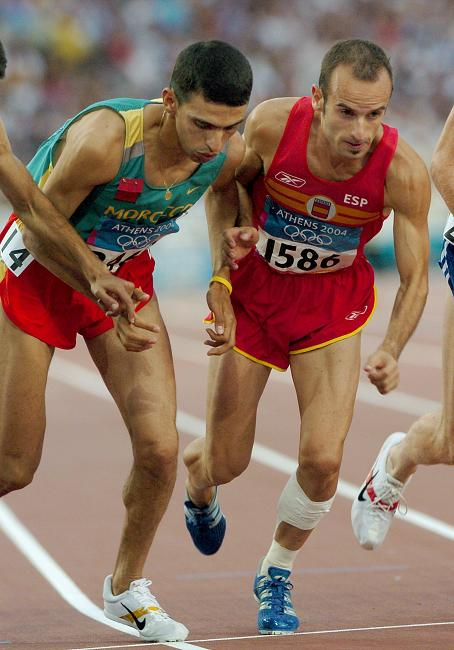
Hicham El Guerrouj (vlevo)

Maročtí atleti tradičně slaví celosvětové úspěchy v běžeckých disciplínách na středních tratích. Maroko se od roku 1960 účastní olympijských her a od té doby (k roku 2018) získalo šest zlatých olympijských medailí – všechny v atletice a všechny v bězích. První přivezli z Los Angeles roku 1984 překážkářka Nawal El Moutawakelová a běžec na 5000 metrů Saïd Aouita, který se stal rovněž mistrem světa na patnáctistovce na prvním světovém šampionátu v Helsinkách roku 1983. Další zlato přišlo v Soulu 1988 zásluhou běžce na 10 000 metrů Brahima Boutayeba. Na stejné trati triumfoval v Barceloně 92 Khalid Skah. Další triumf přišel až v Athénách roku 2004, ale byl dvojnásobný, Hicham El Guerrouj totiž vyhrál závod na 1500 i 5000 metrů. Stal se tak nejúspěšnějším marockým sportovcem všech dob, kterýžto neformální titul stvrdil i dalším olympijským stříbrem ze Sydney 2000 a čtyřmi tituly mistra světa. Marocká Sahara se každoročně stává dějištěm zřejmě nejtěžšího běžeckého závodu na světě, ultramaratonu zvaného Marathon des Sables. Jediným dalším sportem, ze kterého Maročané brali na olympijských hrách cenný kov, je box, v němž sesbírali již čtyři bronzové medaile.
Nejpopulárnějším sportem v Maroku je jednoznačně fotbal a sledování zápasů marocké a španělské ligy je oblíbenou kratochvílí mužů v marockých kavárnách. Marocká fotbalová reprezentace se šestkrát probojovala na závěrečný turnaj mistrovství světa. Nejúspěšnější z těchto účastí byla ta z roku 2022, kdy se Maroku podařilo překvapivě vyhrát těžkou základní skupinu (Belgie, Chorvatsko, Kanada) a postoupit jako první africký celek do semifinále, kde pak Maročané vypadli s Francií po výsledku 0:2. V zápase o 3. místo prohráli s Chorvatskem 1:2. Největšího úspěchu ve své historii však marocká reprezentace dosáhla roku 1976, když vyhrála Africký pohár národů. V roce 2018 vyhrál marocký tým Africké mistrovství národů, jehož se účastní ligové výběry afrických států. Tři africké kluby rovněž vyhrály Ligu mistrů CAF – Raja Casablanca, Wydad Casablanca a ASFAR. V roce 2022 na Mistrovství světa v Kataru se Maroko stalo první africkou zemí v historii šampionátu, která dosáhla semifinále.
Marocká mužská basketbalová reprezentace vyhrála v roce 1965 mistrovství Afriky.
Pouze pro nejbohatší vrstvu se stále oblíbenějším stává golf a golfová hřiště stále přibývají. Je to paradox, protože Maroko se potýká s nedostatkem vody a tento problém bude v blízké budoucnosti ještě akutnější.